# Agustí Cullell
Agustí Cullell i Teixidó (Barcelona, 17 de juny de 1928 - Madrid, 20 d'abril de 2017) fou director, pedagog i violinista. Va rebre les seves primeres lliçons de música a quatre anys, ja que tota la família estudiava música.
El 1935 va viatjar tota la família a Xile i va ingressar al Conservatori Nacional de Música de la Universitat de Xile. Es va formar com a violinista amb Zoltan Fischer, Enrique Ledermann i Enrique Iniesta; també va estudiar composició amb Domingo Santa Cruz, Alfonso Letelier i René Amengual.

## Activitat
Va fundar el Quartet de Corda del Conservatori Nacional de Xile, va agafar molt de prestigi i va funcionar entre 1952 i 1957. L'any 1955 va ingressar com a violinista a l'Orquestra Simfònica de Xile. L'any 1957 va viatjar arreu d'Europa per perfeccionar-se com a director d'orquestra, treballant amb Ataúlfo Argenta, Louis Fourestier i Alceo Galliera. El 1959 tornà a Xile i, entre els anys 1960 i 1962, va treballar com a director de l'Orquestra Simfònica de Xile. De 1965 a 1968 va ser director de l'orquestra Filharmònica de Xile, i des de 1968 fins al 1973 va treballar com a degà de la Facultat de Belles Arts de la Universitat Austral de Valdivia de Xile i com a director de l'orquestra de la universitat.
El 1973 marxà de Xile i ocupà, successivament, els càrrecs de director de les orquestres Filharmònica de Bogotà, Simfònica Nacional de Costa Rica i Simfònica del Valle del Cauca de Cali (Colòmbia). A més, durant aquella temporada va dirigir concerts amb importants agrupacions simfòniques de l'Argentina, Veneçuela, Xile, Mèxic, República Dominicana, Estats Units i Espanya, entre d'altres. Ha estrenat obres de compositors llatinoamericans, especialment de Xile, com Gustavo Becerra, Gabriel Brncic, Fernando García, Eduardo Maturana, Sergio Ortega, Juan Orrego Salas, Domingo Santa Cruz, i León Schidlowsky.
A part del seu càrrec com a director, també va realitzar càrrecs importants i càtedres a la Universitat de Xile, la Universitat Austral de Xile i la Universitat de Costa Rica. Des de 1977 fins al 1984 va estar a càrrec de la direcció tècnica del Centro Interamericano de Estudios Instrumentales (CIDESIN), organisme dependent de la OEA amb una seu a Costa Rica.

## Premis i reconeixements
Com a reconeixement de la seva labor com a director i pedagog de nombroses distincions:
- Premi Mesa Campbell, Música de Cambra, 1956
- Premi d'Honor, Festivals d'Art Universitaris, Xile 1960
- Premi Nacional de la Crítica, Xile 1967
- Diploma al Mèrit, Facultat de Belles Arts de la Universitat de Costa Rica, 1973
- Títol i Creu de Cavaller de l'Orde del Mèrit Civil d'Espanya, 1977
- Diploma al Mèrit, Filharmònica de Bogotà, 1980
- Diploma al Mèrit, Orquestra Simfònica Nacional de Costa Rica, 1984
- Batuta de Plata i Diploma al Mèrit, Orquestra Simfònica del Valle del Cauca (Colòmbia), 1989[2]